# Jacobus Palaeologus
Jacobus Palaeologus ou Giacomo da Chio, est un frère dominicain qui a renoncé à ses vœux religieux et est devenu un théologien antitrinitaire, né à Chios vers 1520, et mort à Rome le 23 mars 1585.
Jacobus Palaeologus est un polémiste infatigable contre le calvinisme et le pouvoir papal. Il a cultivé un large éventail de contacts et de correspondants haut placés dans les foyers impériaux, royaux et aristocratiques d'Europe de l'Est et de l'Empire ottoman. Il a formulé et en propagé une version radicalement hétérodoxe du christianisme, dans laquelle Jésus-Christ ne doit pas être invoqué dans le culte, et où les prétendues différences irréconciliables entre le christianisme, l'islam et le judaïsme sont rejetées comme fausses fabrications. Il a été continuellement poursuivi par ses nombreux ennemis, s'échappant à plusieurs reprises grâce à l'aide de ses nombreux partisans cachés.
Jacobus Palaeologus a joué un rôle actif dans la haute politique liée à la religion et la diplomatie européenne pendant une période de vingt ans avant de perdre la faveur impériale. Il a été exécuté pour hérésie par l'Inquisition romaine après avoir été extradé dans les États pontificaux.

## Biographie
Jacobus Palaeologus est né dans la colonie génoise de Chios, une des îles de la mer Égée près de la côte de l'Anatolie, d'un père grec et d'une mère italienne. Chios avait été, depuis 1347, gouvernée par la république de Gênes et était, au XVIe siècle, un fief de la famille Giustiniani. Le jeune homme s'est attaché à Vincenzo Giustiniani (plus tard maître de l'ordre des Prêcheurs et cardinal) et est entré dans l'ordre Dominicain. Il a été élève des écoles dominicaines de Gênes et de Ferrare, et plus tard à l'université de Bologne. Il a adopté le nom « Jacobus Palaeologus » et s'est réclamé parent de la famille Paléologue, empereurs de Byzance. Il a défendu cette revendication à plusieurs reprises, mais aucune source indépendante ne l'a soutenue.
En 1554, Jacobus Palaeologus était de retour dans le couvent dominicain de Saint Pierre à Péra, le quartier chrétien latin de Constantinople. C'est là qu'il a adhéré aux enseignements antitrinitaires de Michel Servet. Il a écrit une défense des doctrines de Servet contre leur dénonciation par Jean Calvin avait entraîné sa condamnation à mort à Genève en 1553. En 1556, Jacobus Palaeologus est retourné à Chios où il a soutenu activement les commissaires génois et les agents de l'empereur du Saint-Empire contre l'autorité de l'évêque de Chios. Cela a entraîné sa dénonciation à l'Inquisition et son arrestation à Gênes en 1557. En 1558, il s'est enfui à Constantinople, mais a été arrêté à Raguse (Dubrovnik) et a été conduit à la prison de l'Inquisition romaine où il a été soumis à une enquête personnelle par le Grand Inquisiteur, Michele Ghislieri, un dominicain, devenu ensuite le pape Pie V. De cet emprisonnement, Jacobus Palaeologus a gardé une farouche opposition à l'Inquisition, et une inimitié particulière pour Ghislieri.
À la mort du pape Paul IV en 1559, la foule romaine a pillé des bâtiments et brûlé des documents. Jacobus Palaeologus s'est échappé de la prison lorsqu'une foule a pris d'assaut le siège de l'Inquisition romaine et libéré des détenus. Bien que les preuves contre lui aient été détruites, il a été par la suite jugé par contumace par un tribunal de l'Inquisition romaine, condamné à mort en 1561 et brûlé en effigie. Il s'est d'abord enfui en France, où il a écrit sans succès au cardinal Hippolyte d'Este, légat du pape, pour essayer de faire tomber son acte d'accusation pour hérésie de l'Inquisition.
En 1562, constatant qu'il n'était pas non plus bien accueilli et en sécurité parmi les protestants réformés à cause de ses dénonciations virulentes du calvinisme, il a offert son aide à Andreas Dudith, alors évêque de Knin et représentant impérial au concile de Trente. Il a conseillé Andreas Dudith dans la présentation au concile des arguments de l'empereur en faveur de l'Utraquisme, et permettre la distribution du pain et du vin aux laïcs à la Sainte Communion. Andreas Dudith a tenté de faire supprimer la condamnation pour hérésie de Jacobus Palaeologus par l'Inquisition par le concile œcuménique, en suscitant une modification dans les procédures du concile. Finalement, en 1563, Jacobus Palaeologus a obtenu de l'empereur un asile à Prague. Quand Maximilian II est devenu empereur, en 1564, il est entré dans la faveur impériale. Il a suivi l'exemple de son protecteur Andreas Dudith et a renoncé à ses vœux religieux et a épousé la fille d'un réformateur important de Prague. En 1569, il a été proposé à l'empereur comme candidat utraquiste au poste d'archevêque de Prague. Cette désignation a été cependant bloquée par Michele Ghislieri, son ennemi juré, devenu depuis le pape Pie V. Ce dernier a finalement réussi à faire expulser Jacobus Palaeologus de tous les territoires impériaux. Il s'est réfugié en Pologne en 1571, où il a retrouvé à Cracovie Andreas Dudith, qui était alors le représentant impérial au Royaume de Pologne. Jacobus Palaeologus défend alors ouvertement des thèses antitrinitaires mais il a été mêlé à une âpre controverse avec Grzegorz Paweł de Brzeziny et la Petite Église polonaise sur la condamnation par les antitrinitaires polonais du service des chrétiens dans l'armée.
Ayant des ennemis dans la Rome catholique, dans la Genève calviniste et parmi les frères chrétiens de Raków dans la Petite-Pologne, Jacobus Palaeologus a cherché en 1573 un foyer qui lui soit plus agréable dans l'Église unitarienne hongroise de Transylvanie, dont le statut unitarien avait été établi sous le règne du prince Jean II Sigismond Zápolya. L'évêque Ferenc Dávid avait correspondu avec lui à partir de 1570 et sollicité ses conseils. En 1573 c'était un refuge utilisé par les réformateurs et les radicaux italiens, parmi beaucoup d'autres par Giorgio Biandrata et Francesco Stancaro. Il y a trouvé une audience réceptive à ses enseignements. Les familles aristocratiques hongroises de la principauté de Transylvanie et celles du royaume polono-lituanien appréciaient la culture et la langue italienne, et la plupart avaient envoyé leurs fils dans des universités italiennes. Au sein de leurs vastes domaines féodaux, ils permettaient une grande liberté religieuse - hors de portée des évêques catholiques, des conseils municipaux réformés ou de l'Inquisition - et beaucoup avaient des sympathies pour les idées protestantes radicales. De nombreux exilés religieux italiens y ont trouvé des emplois comme médecins, aumôniers, tuteurs, secrétaires et agents politiques. En 1573, Jacobus Palaeologus a entrepris un long voyage à Constantinople et à Chios (qui avait été pris par l'Empire ottoman à la république de Gênes en 1566) - destiné en partie à impressionner Maximilien II par la qualité de ses contacts. Il est ensuite devenu recteur du collège unitarien de Kolozsvár (Cluj) et le principal théoricien du nonadorantisme, une branche du protestantisme radical qui avait rejeté l'invocation et l'adoration de Jésus-Christ dans la prière. Après la mort de Jean II de Hongrie en 1571, la succession à la principauté de Transylvanie a été disputée. Jacobus Palaeologus a soutenu Gáspár Bekes, le candidat pro-impérial et antitrinitaire, contre Étienne Báthory, le candidat catholique. Après de deux soulèvements manqués, Gáspár Bekes a admis sa défaite en 1575. Jacobus Palaeologus s'est installé à Cracovie où il a défendu la cause de Maximilien II, contre celle d'Étienne Báthory lors de l'élection du roi de Pologne en 1576. Il s'est ensuite installé en Moravie. Pendant ce temps, Ferenc Dávid a été accusé d'innovation religieuse et a déposé en tant que chef de l'Église unitarienne de Transylvanie pour avoir défendu des thèses nonadorantistes et il mort en prison en 1579. Jacobus Palaeologus a écrit des ouvrages polémiques pour Ferenc Dávid et a attaqué Fausto Sozzini qui avait pris parti contre Ferenc Dávid.
Maximilien II meurt en 1576, et le nouvel empereur Rodolphe II a pour lui moins de sympathie car il est persuadé que Jacobus Palaeologus espionnait pour le compte de l'Empire ottoman et peut-être aussi de la Pologne. Il a été arrêté par l'évêque d'Olomouc en décembre 1581. Bien que les accusations d'espionnage n'aient pas pu être prouvées, un grand nombre d'écrits hérétiques ont été trouvés avec lui et il a été extradé à Rome en mai 1582.
Le 19 février 1583, Jacobus Palaeologus a été condamné à être brûlé sur un bûcher, mais ayant abjuré à la vue d'un Marrane portugais brûlé vif, il est autorisé à retourner dans sa cellule. Le Collège des cardinaux a plaidé en faveur de sa mort, mais le pape Grégoire XIII a insisté sur le fait que s'il dénonçait ses anciennes opinions antitrinitaires, alors il serait bien plus utile vivant. Bien que Jacobus Palaeologus se soit réconcilié avec l'Église catholique, il a refusé de coopérer avec le plan proposé par le pape et a été décapité à Rome le 23 mars 1585.

## Sources
- (en) Cet article est partiellement ou en totalité issu de l’article de Wikipédia en anglais intitulé « Jacob Palaeologus » (voir la liste des auteurs).